# آنتونی مونیر
آنتونی مونیر (انگلیسی: Anthony Mounier؛ زادهٔ ۲۷ سپتامبر ۱۹۸۷) بازیکن فوتبال اهل فرانسه است.
از باشگاه‌هایی که در آن بازی کرده‌است می‌توان به باشگاه فوتبال بولونیا، باشگاه ورزشی مون‌پلیه، باشگاه فوتبال المپیک لیون، باشگاه فوتبال آتالانتا، و باشگاه فوتبال نیس اشاره کرد.
وی همچنین در تیم ملی فوتبال زیر ۲۱ سال فرانسه بازی کرده‌است.